# Сас, Томас
Томас Стивен Сас (англ. Thomas Stephen Szasz, урождённый Тамаш Иштван Сас, венг. Szász Tamás István; 15 апреля 1920, Будапешт — 8 сентября 2012, Нью-Йорк) — американский психиатр. Почётный профессор психиатрии в отставке в Государственном университете нью-йоркского центра здравоохранения в городе Сиракьюс, штат Нью-Йорк. Пожизненный член Американской психиатрической ассоциации. Видный деятель антипсихиатрического движения, широко известный социальный критик моральных и научных основ психиатрии и использования медицины с целью социального контроля в современном обществе, а также сциентизма.
Широко известен благодаря своим книгам «Миф душевной болезни» и «Фабрика безумия: Сравнительное исследование инквизиции и движения за душевное здоровье», где выдвинуты аргументы, с которыми, как правило, ассоциируется его имя. Его взгляды на недобровольные меры в психиатрии имеют классические либеральные корни и базируются на принципах, что каждый человек обладает правом самостоятельно распоряжаться собственным телом и сознанием, правом не подвергаться насилию со стороны других. Критиковал несоциалистические и социалистические страны за использование психиатрии в интересах власти и ограничения на распространение наркотических средств. Сас полагал, что в отношении суицида, обращения за медицинской помощью, употребления и реализации лекарственных средств, а также половых связей должны действовать принципы конфиденциальности, взаимной договорённости и отсутствия государственной юрисдикции.
В 1973 году Американская гуманистическая ассоциация присвоила Сасу почётное звание «Гуманист года».

## Биография
Томас Сас родился в 1920 году в Будапеште младшим из двух сыновей в нерелигиозной еврейской семье юриста Дьюлы Саса и его супруги Лили Сас, урождённой Веллиш. Отец Саса был юристом, занимавшимся частным предпринимательством в области сельского хозяйства. «Сас» — распространённая венгерская фамилия; отец Саса первоначально носил фамилию Шлезингер, но перед тем, как окончить гимназию, мадьяризировал свою фамилию.
В течение восьми лет Томас Сас учился в гимназии, где показал себя и как хороший ученик, и как успешный спортсмен. В 1938 году семья Саса, опасаясь нацистов, эмигрировала в США, в Цинциннати. В 1939 году он поступил в колледж при Университете Цинциннати и стал изучать физику, в 1941 году окончил бакалавриат по физике и поступил на медицинский факультет Университета Цинциннати. В 1944 году окончил медицинский факультет, затем в течение года проходил интернатуру в Бостоне и Цинциннати и в 1945 году получил диплом доктора медицины. После этого прошёл резидентуру в клиниках Чикагского университета и психоаналитическую подготовку в чикагском Институте психоанализа, которую закончил в 1950 году. Психоанализу Сас обучался у Франца Александера, считающегося одним из основоположников психосоматики. В 1951 году Сас завершил специализацию по психиатрии, в том же году он женился.
В 1954 году в период военных действий в Корее Сас был призван на воинскую службу и направлен в Морской резерв США в военно-морском госпитале в Бетесде, где работал до 1956 года. Там же он написал первую часть своей первой книги. В 1956 году Сас получил должность профессора психиатрии в Сиракьюсе, которую занимал до конца жизни. Занимался частной практикой и академической психиатрией в Сиракьюсском университете. В 1990 году он стал почётным профессором.
Первые статьи Саса посвящены психосоматике и психосоматическому контексту таких расстройств, как гиперсаливация, запор, диарея и облысение. В 1957 году выходит первая книга Саса «Боль и удовлетворение: исследование телесных ощущений». В 1961 году опубликована одна из самых известных книг Саса «Миф душевной болезни».
Пик известности Саса приходится на 1960-е годы — в это время после выхода книги «Миф душевной болезни» в Сиракьюс прибывали многие студенты и любопытствующие, стремясь из первых рук познакомиться с революционными для того времени идеями Саса. Во второй половине 1970-х популярность антипсихиатрии, а вместе с ней и книг Саса, идёт на спад, но в середине 1980-х годов его идеи вновь обретают популярность, что связано уже с его правозащитной деятельностью.

## Этапы творчества Саса
Я. Полс в работе «Политика психического заболевания: Миф и власть в творчестве Томаса С. Саса» называет следующие хронологические этапы творчества Саса:
- первый период (до 1956 года) — некритические работы на темы психосоматики и ортодоксального психоанализа;
- второй период (1956—1961 годы) — высказывание острой критики по отношению к психиатрии, работа над «Мифом душевной болезни»;
- третий период (1961—1970 годы) — дальнейшее развитие идей «Мифа душевной болезни» и нарастание критики, что получает особое развитие в книге «Фабрика безумия»;
- четвёртый период (от 1970 года до середины 1980-х годов: книга Полса написана в 1984 году) — разработка идей политической философии и переход от критики психиатрии изнутри к её рассмотрению с политико-философских позиций, а также перенос внимания на широкие социальные проблемы.

Тем не менее Полс отмечает, что, если не считать работ о психоанализе, большинство работ Саса представляют собой развитие идей, высказанных ещё в 1961 году, а не разработку новых теорий, и оттого хронологическая периодизация его творчества в плане систематизации его воззрений не вполне приемлема.

## Основные аргументы Саса
Сас подвергает критике влияние современной медицины на общество. Это влияние он рассматривает как секуляризацию влияния религии на человечество. Подвергая критике сциентизм, он делает её предметом, в частности, психиатрию, акцентируя внимание на широком распространении в ней методов лечения мастурбации в конце XIX века и применении в XX веке лоботомии для лечения шизофрении. Сас указывает на то, что слияние медицины с государством приводит к необоснованному расширению понятий «болезнь» и «лечение», к усилению зависимости людей от психиатрического контроля и фарминдустрии и к эрозии основных гражданских свобод:

Работа врача, между прочим, состоит в том, чтобы оказывать помощь. Работа судьи, между прочим, в том, чтобы причинять вред: наказывать нарушение закона без согласия нарушителя… Тюремные надзиратели, исполняющие вынесенные судьями приговоры, вредят своим заключённым вне зависимости от результатов вмешательства. Психиатры, исполняющие вынесенные судьями приговоры, также вредят своим пациентам вне зависимости от результатов вмешательства… Разница лишь в том, что тюремщики не объявляют себя благодетелями заключённых, тогда как психиатры настаивают, что они — благодетели недобровольно госпитализированных пациентов… Большинство индивидуумов воспринимают своё насильственное психиатрическое лечение как наказание. Психиатры же настойчиво утверждают, что те, кто подвергается психиатрическому принуждению, являются психиатрическими пациентами, а не психиатрическими жертвами, что психиатрическое принуждение является лечением, а не наказанием, и что те, кто противится их «благотворительности», являются отъявленными врагами заботы о больных, а не защитниками свободы и справедливости. Тот, кто контролирует лексику, контролирует социальную реальность. Эрозия наших свобод — не тайна. Она, главным образом, — результат слияния медицины с государством, слияния, усиливающего зависимость людей от власти фарминдустрии и психиатрического контроля, поощрявшегося и поощряющегося необоснованно широким определением терминов «болезнь» и «лечение». Когда правительство контролирует религию, не только религиозная свобода, но все свободы становятся химерой. Когда правительство контролирует здоровье [людей], не только медицинская свобода, но все свободы становятся химерой.
Оригинальный текст (англ.)The physician's job, inter alia, is to help: cure disease with the consent of the patient. The judge's job, inter alia, is to harm: punish lawbreaking without the consent of the defendant… Wardens who carry out sentences imposed by judges harm their prisoners, regardless of the outcome of the intervention. Psychiatrists who carry out sentences imposed by judges also harm their patients, regardless of the outcome of the intervention… The difference is that jailers do not claim to be their prisoners' benefactors, whereas psychiatrists insist that they are the benefactors of their involuntary patients… Most persons experience their coerced psychiatric treatment as punishment. That is why psychiatrists insist that the persons subjected to psychiatric coercion are psychiatric patients, not psychiatric victims; that psychiatric coercion is treatment, not punishment; and that individuals who oppose their “benevolence” are wicked enemies of caring for the sick, not defenders of liberty and justice. He who controls the vocabulary controls social reality. The erosion of our liberties is not a mystery. Overwhelmingly, it is the result of the alliance between medicine and the state, intensifying people's dependency on pharmacratic authority and psychiatric controls, fostering and fostered by a hyperinflationary definition of disease and treatment. When the government controls religion, not only religious liberty but all liberty becomes a chimera. When the government controls health, not only medical liberty but all liberty becomes a chimera.

Его основные аргументы могут быть подытожены в следующих положениях:

### Миф душевной болезни
Поскольку психиатрия, в отличие от других областей медицины, как указывает Сас, полагает своим объектом исследования мышление и поведение, а не биологическую структуру — мозг, то психическое заболевание не диагностируется с помощью исследований клеток, тканей или органов, а идентифицируется как условно заданная, в каждом случае по-разному выраженная и оцениваемая совокупность особенностей мыслительной и поведенческой деятельности. Вслед за представителем бихевиоризма Берресом Скиннером, предложившим рассматривать психические явления исходя из созданной им концепции «чёрного ящика», недоступного для исследования, в своей самой известной работе «Миф душевной болезни» Сас утверждает, что о психическом заболевании нельзя говорить как о реально существующей вещи, поскольку нельзя наблюдать, что происходит с самой психикой.
Таким образом, на взгляд Саса, понятие психического заболевания не отражает реальности, не соответствует научным критериям и должно быть исключено из словаря клинической медицины. В связи с этим возникает вопрос, с какой целью используется психиатрия и понятие психического заболевания, если самого психического заболевания не существует? На него Сас даёт следующий ответ: психиатрия используется как инструмент власти, а понятие психического заболевания — как оправдание насильственного психиатрического вмешательства, поскольку насильственное вмешательство в психиатрии опирается на понятие психического заболевания точно так же, как теистическая религия опирается на понятие Бога и религиозные догматы. «Болезнь» или «заболевание» является медицинской метафорой для описания расстройства поведения, такого как шизофрения. Сас писал: «Если с Богом разговариваете Вы — это молитва; а если Бог разговаривает с Вами — это шизофрения. Если мёртвые разговаривают с Вами — Вы спиритуалист, а если с мёртвыми разговариваете Вы — Вы шизофреник».
Несмотря на то, что некоторые люди ведут себя или смотрят на вещи таким образом, что окружающие испытывают раздражение, это не означает, что у них болезнь. По мнению Саса, психические заболевания, которые выявляют у различных людей, являются «фиктивными болезнями» и эти «научные понятия» фактически используются в целях силового контроля. «Священным символом психиатрии» и фиктивным заболеванием, по утверждению Саса, является шизофрения. Для того чтобы говорить о действительном заболевании, эта сущность должна каким-либо образом допускать возможность использования в отношении неё научных подходов, измерений и исследований. Согласно Сасу, болезнь должна быть обнаружена на секционном столе (где производится вскрытие трупов) и соответствовать определению патологии, а не возникать путём голосования членов Американской психиатрической ассоциации.
Психические заболевания всего лишь похожи на болезни, утверждает Сас и относит психическое заболевание к семантическому ряду метафор из области искусства. Психиатрия — это псевдонаука, которая является пародией на медицину и пользуется словами, звучащими как медицинские термины и появившимися в течение последних 100 лет. Если говорить определённее, понятия «удар по сердцу» и «сердечный приступ» относятся к двум совершенно разным категориям. Психиатры — всего лишь «врачеватели души», последователи священнослужителей, занимающиеся духовными «жизненными трудностями», которые беспокоили людей всегда. По мнению Томаса Саса, психиатрия благодаря различным законам о психиатрической помощи стала отдельной государственной религией. То, что скрывается за наукообразными утверждениями, — это система социального контроля.
Против представления, что биологическая психиатрия является настоящей наукой или подлинной областью медицины, выступали, подобно Сасу, и другие критики — как, например, Мишель Фуко в своей книге «История безумия в классическую эпоху» (1961).
Отрицая само существование психической болезни, Сас ни в коем случае не отрицает наличия проблем, которые стоят за этим понятием: как утверждает Сас, «психическое заболевание» в действительности представляет собой выражение межличностных и социальных затруднений. В частности, в книге «Этика психоанализа» он пишет:

Когда я говорю, что психическое заболевание — это миф или что оно не существует, я не отрицаю реальности явлений, по отношению к которым этот термин используется. Человеческое страдание и несчастье существуют; существуют конфликты и насилие; существуют подавленное сексуальное и социальное поведение. Все эти события и действия вполне реальны.

Переосмысление Сасом понятия душевной болезни могло бы помочь, по его мнению, снять одно из противоречий психиатрии, заключающееся в двойственности самого этого понятия. С одной стороны, психиатры пытаются найти объяснение «психической болезни» в неврологическом дефекте, в болезни мозга, но при таком понимании это должны были быть болезни тела, а не психики. Как подчёркивает Сас, заболевание — это всегда болезнь тела, то есть набор проявлений и симптомов, за которыми обязательно стоит некоторое физиологическое расстройство. С другой стороны, психиатрия утверждает, что психическое заболевание — это нарушение поведения, проступок, нарушающий социальные, этические и политические нормы и наказывающийся помещением в психиатрическую больницу. Поэтому Сас предлагает иное толкование понятия душевной болезни, которое отделяет данное понятие от медицинских практик и попыток найти объяснение действиям людей и их жизненным проблемам через исследование — часто бесплодное — нарушений в работе тела. В книге «Фармакратия: Медицина и политика в Америке» Сас указывает:

Я просто классифицирую тот феномен, который люди называют «психическое заболевание», несколько иначе, чем те, кто утверждает, что это болезнь. <…> Понятие «психическое заболевание» — это семантическая стратегия медикализации экономических, моральных, индивидуальных, политических и социальных проблем.

В качестве наиболее наглядного примера «мифа» психической болезни Сас рассматривает истерию, которая, по его мнению, является своеобразной трансформацией процесса коммуникации, перемещающегося со словесного уровня на несловесный. При этом изменяется и содержание коммуникации (личные проблемы и конфликты трансформируются в соматические проблемы), так и её форма (вербальный уровень коммуникации сменяется языком тела). Соответственно, истерия должна быть предметом семиологического анализа, исследующего системы коммуникации при помощи внеязыковых знаков. Истерия является формой общения с помощью «знаков-копий соматического заболевания» (в частности, истерический припадок представляет собой знак-копию органически обусловленного эпилептического припадка). Подобный язык возникает прежде всего у тех, кто испытывает затруднения с общением на более высоком уровне (в частности, словесном), которые могут возникать как следствие незрелости их личности, а также могут быть обусловлены социально и исторически.
Истерический язык, как правило, адресован определённому индивиду (чаще всего это партнёр в браке, другой член семьи или иное значимое лицо). Основная цель истерического языка — не передача информации, а выражение эмоций и краткое, символическое описание личных проблем — впрочем, более выразительное, чем словесная речь (в частности, истерический паралич более «выразителен», чем словесное утверждение «Я болен»). Невербальные сообщения гораздо сильнее влияют на лицо, воспринимающее их, чем вербальные, так как вербальные могут игнорироваться или не воздействовать на собеседника, а «знаки-копии соматического заболевания» ставят адресата перед необходимостью «ответа» и вступления в контакт с передающим им лицом (к примеру, если жена не может с помощью обычного общения привлечь к себе внимание и заботу мужа, она добивается этого благодаря общению на «языке симптомов»).
Согласно мнению Саса, такого рода «протоязык», как истерия, формируется в результате конфликта между индивидом и социальным окружением. Именно общество вызывает «душевную болезнь», по существу сводящуюся к изменению языка общения, и потому понять и объяснить «душевную болезнь» можно только в связи с обществом. Основная задача антипсихиатрии — это стремление новой интеграции «больного» и общества благодаря восстановлению взаимного словесного общения за счёт «растормаживания» словесного языка и ликвидации «протоязыка». Такая задача должна входить в компетенцию психиатров, психотерапевтов и психологов. Понятие «психическая болезнь» при этом следует игнорировать, поскольку оно влечёт за собой репрессивные меры, лишь дополнительно усиливающие угнетение обычного межчеловеческого общения и углубляющие пропасть между индивидом и социальным окружением.

### Разделение психиатрии и государства
Государство, пользуясь монополией на психиатрическую помощь и возможностью оказывать её в недобровольном порядке такому количеству людей, какое оно считает нуждающимся в ней, безнаказанно злоупотребляет психиатрией. Как утверждает Сас, врач в современном обществе нередко является не агентом пациента, а агентом государства или агентом различных социальных групп (школ, фабрик, профсоюзов, работодателей, страховых компаний, фармацевтических агентств, иммиграционных служб, тюрем и пр.). Медикализация, навязываемая властью, рождает «терапевтическое государство», навешивающее на какого-либо человека ярлык «психически больного» или «наркомана».
Помимо термина «терапевтическое государство», означающего политический союз медицины и государства, Сас вводит также термин «фармакратия» («правление медицины или врачей»). По Сасу, фармакратия является разновидностью тоталитарного государства и продолжает традицию теологического, советского и нацистского государств как идеологий подавления. Фармакратия возникает в процессе «инфляции болезни», при которой психиатрический диагноз распространяется всё шире и шире на те или иные нежелательные виды поведения.
Если мы, как отмечает Сас, признаем, что понятие «психическое заболевание» является синонимом понятия, обозначающего виды поведения, которые не одобряются, то государство не вправе навязывать психиатрическое «лечение» данным людям. Государство также не должно иметь возможности влиять на то, каким образом оказывают психиатрическую помощь совершеннолетним лицам, способным дать на неё собственное согласие (например, путём официального контроля за снабжением населения психотропными препаратами — лекарственными средствами, используемыми в психиатрии).

### «Козлы отпущения» и религиозные корни медицины
Сас подчёркивает, что в нынешнее время медицина и психиатрия заступили на место религии в обществе и фактически сами в религию и превратились; союз медицины и государства подобен существовавшему прежде союзу церкви и государства. В современном обществе, по утверждению Саса, господствует не традиционная религиозная или политическая идеология, а идеология здоровья и болезни. В рамках этой системы считается, что высшую ценность представляет собой здоровье человека, в частности его психическое здоровье (аналогично тому, как в эпоху Средневековья высшей ценностью считалась добродетельная душа, достойная вечного спасения). Люди, обладающие ценностью здоровья, вознаграждаются; те же, кто этой ценностью не обладают, наказываются и преследуются либо же исправляются. Как отмечает Сас, «принудительно госпитализированных душевнобольных считают „плохими“ и принимают меры, чтобы сделать их „лучше“. Слова „плохой“ и „хороший“ употребляются здесь в соответствии с действующей системой ценностей. Хотя это вроде бы и медицинская система, схема здесь, однако, этическая».
Признание чего-либо плохим или хорошим в соответствующей этической (мировоззренческой) системе задаётся, по мнению Саса, правилами принятой в рамках данной системы игры. «Психически больные», суициденты, «наркоманы» не подпадают под существующую в обществе договорённость о приемлемом и неприемлемом и поэтому в силу определённых трансформаций объявляются больными. Для поддержания целостности общества важно, чтобы все входящие в общество члены разделяли господствующую в нём идеологию, и потому все, чьё мышление или поведение ей не соответствует, испытывают на себе принуждение либо же вытесняются из общества. Сама возможность появления такого феномена, как психическое заболевание, обусловлена тем, что для сохранения своей целостности группа предпочитает изменять угрожающих этой целостности индивидов, а не себя саму.
В книге «Церемониальная химия» Сас доказывает, что «наркоманы» и «психически больные» люди подвергаются тем же самым гонениям, которым подвергались ведьмы, евреи, цыгане или гомосексуалы. В книге «Фабрика безумия» он сравнивает современную институциональную психиатрию с инквизицией. Само допущение о существовании одержимости или психического заболевания, по Сасу, основывается на определённого рода вере, обслуживающей интересы конкретного класса (в случае с одержимостью это было духовенство, в случае психического заболевания — медицинская гильдия), и приносит в жертву социальной целесообразности конкретную группу людей, становящихся «козлами отпущения» (ведьм либо душевнобольных). Постановка психиатрического диагноза, точно так же как когда-то признание одержимым, — это приговор и оскорбление, несмываемый позор. После этого приговора положение получивших психиатрический диагноз, как и положение признанных одержимыми, становится много хуже, чем положение обычных заключённых. Пациенты психиатрических больниц лишены всех тех прав, которые гарантированы заключённым: права на личную неприкосновенность и неприкосновенность жилья, права на личную переписку и проч.

### Презумпция вменяемости
Подобно тому как судебная система функционирует в соответствии с презумпцией, согласно которой человек является невиновным до тех пор, пока не доказана его вина, люди, обвиняемые в совершении преступлений, не должны заранее считаться невменяемыми только по той причине, что психиатр ставит в отношении них соответствующий штамп. Вменяемость должна определяться как любая иная форма неправоспособности, то есть совершенно правовыми и юридическими средствами с правом представительства и апелляции.

### Право на самоубийство
Сас выступал против того, чтобы рассматривать самоубийство и попытки покончить с собой как проявления медицинских проблем. Однако Сас не являлся защитником практики окончания жизни собственными руками — он лишь настаивал на том, что если самоубийство входит в сферу профессиональных интересов психиатров и считается проявлением психических отклонений, то человек лишается важной части своего существования — свободы самоопределения. По мнению Саса, самоубийство представляет собой не медицинскую, а моральную проблему; если же человек лишается возможности самому определять границы своей жизни, он лишается и ответственности за свои действия, которая перекладывается на психиатра или безличное заболевание. Желая вернуть человеку свободу лишить себя жизни, Сас стремится вернуть ему и бремя ответственности за совершаемые им поступки, даже самые роковые и губительные, и избавить его от вмешательства со стороны государства или чьего-либо ещё в сферу индивидуальной свободы, независимо от того, как эта свобода реализуется. Сас утверждает:

С момента приобретения силы саморефлексии в процессе взросления мы ответственны за то, как мы живем и как умираем. Возможность убить себя присуща человеческому существу.

Вопрос о самоубийстве для Саса — частный случай о степени влияния государства на осуществление свободного выбора между жизнью и смертью. В самом общем виде отношения между государством и отдельным человеком складываются таким образом: как отдельная личность он хочет максимизации собственных прав и свобод и невмешательства государства в осуществление своих намерений, но как часть некоторой общности или группы человек желает обеспечить свою безопасность. Соответственно, власть может стремиться к ограничению автономии личности, но осуществлять такое ограничение не напрямую, а с помощью методов, лишающих личность возможности реализовывать свои свободные действия. В случае с самоубийством государство перестало вмешиваться напрямую (в частности, через уголовное законодательство), но применяет косвенные методы, использование которых стало возможным вследствие медикализации самоубийства. 
В своей книге о Вирджинии Вулф, опубликованной в 2006 году, Сас заявляет, что она покончила с жизнью, совершив сознательный и обдуманный акт, её самоубийство являлось выражением её свободы выбора.

### Запрет признания психиатрами-экспертами кого-либо невменяемым
Сас полагает, что в судах должно быть запрещено высказываться по поводу вменяемости подсудимого. Психиатр, высказывающий своё мнение по поводу состояния рассудка подсудимого, так же компетентен, как и священник, если бы он в суде высказывал своё мнение о чистоте души человека. Юридическая процедура признания человека невменяемым была изобретена для того, чтобы обойти церковные меры наказания, которые в то время включали конфискацию имущества тех, кто совершал самоубийство, из-за чего вдовы и сироты часто оставались ни с чем. Юристы тогда успешно доказывали, что только безумный человек мог совершить такой поступок по отношению к жене и детям. Как утверждал Сас, это было помилованием под маской медицины.

### Отмена недобровольной госпитализации
Ни один человек не должен быть лишён свободы, если он не признан виновным в совершении уголовного преступления. Медицину необходимо отличать и отделять от пенологии, лечение от наказания, больницу от тюрьмы. Лишить человека свободы якобы для его собственного блага — это безнравственно. Подобно тому как человек, страдающий раком в последней стадии, может отказаться от лечения, таким же образом человек должен иметь возможность отказаться от психиатрического лечения. Сас настаивает на необходимости «заменить недобровольную психиатрию (психиатрическое рабство) договорными отношениями между поставщиками помощи и клиентами». Он подчёркивает, что, если бы психиатрия была чисто медицинской специальностью, исходной точкой её взаимодействия с пациентом были бы жалобы на боль или на другие нарушения здоровья — иными словами, отношения человека и психиатра, как и в других отраслях медицины, носили бы лишь добровольный характер, но на самом деле в психиатрии всё происходит отнюдь не так. По этому поводу Сас отмечает:

У дерматологов, офтальмологов, гинекологов нет пациентов, не желающих быть их пациентами. Но пациенты психиатров парадигматически недобровольны. Первоначально все психически больные были недобровольно госпитализированными пациентами государственной больницы. Это понятие, этот феномен всё ещё формирует ядро психиатрии.

Сас стремится вернуть человеку его свободу, избавив его от принуждения со стороны государства и дав личности возможность быть другой, отличаться от норм, установленных в обществе, и не бояться быть за это подвергнутой наказанию. Человек должен иметь право на отказ от лечения, даже если причины этого отказа иррациональны, так как забота о здоровье является личным делом каждого отдельного взятого человека. Тем не менее наличие права на некоторое действие — например, отказаться от лечения — не значит, что такое действие непременно является морально приемлемым или разрешаемым, но означает лишь, что государство не должно иметь право или власть вмешиваться путём запретов и наказаний в решения, принимаемые человеком относительно своего здоровья и благополучия, если он считает, что у него есть на эти решения причины. Как право быть оставленным в покое, так и право принимать свободные решения относительно своего здоровья являются составляющими индивидуальной автономии.

### Наше право на наркотики
Наркотическая зависимость является не «заболеванием», которое требует лечения с помощью разрешённых законом наркотиков (метадоном вместо героина, при игнорировании того обстоятельства, что героин был создан прежде всего для того, чтобы служить заменителем опиума), а социальной привычкой. Сас также приводит доводы в пользу свободного рынка наркотиков. Он подвергает критике борьбу с наркотиками, утверждая, что употребление наркотиков фактически является преступлением, при котором отсутствуют жертвы. Признание употребления наркотиков преступлением было вызвано самим запретом на них.
Сас демонстрирует, каким образом борьба с наркотиками приводит к тому, что власти совершают поступки, о которых никогда бы не подумали полстолетия назад, такие как запрет употреблять определённые вещества или вмешательство во внутренние дела других стран с целью воспрепятствовать выращиванию определённых растений (например, планы по уничтожению участков коки или мероприятия по борьбе с распространением опиатов). Несмотря на то, что у Саса скептическое отношение к достоинствам психотропных препаратов, он поддерживает отмену запрета на наркотики. «Поскольку у нас свободный продовольственный рынок, мы можем покупать все сорта бекона, яиц и мороженого, которые желаем и в состоянии себе позволить. Если бы у нас был свободный рынок наркотиков, мы могли бы подобным образом покупать все сорта барбитуратов, хлоралгидрата и морфия, которые желаем и в состоянии себе позволить».
Как утверждает Сас, запрет и иные правовые ограничения на наркотики осуществляются принудительно не по причине их опасности для жизни, а с ритуальной целью (он цитирует исследования Мэри Дуглас о ритуалах). Также он напоминает, что слово «фармакология» произошло от греческого корня «φάρμακος» (phármakos), который первоначально означал «козёл отпущения». Сас окрестил фармакологию «фармакомифологией» в связи с тем, что фармакологические исследования базируются на социальных условностях, в частности на понятии «зависимость». «Зависимость» — это социальное понятие, утверждал Сас, и употребление наркотиков должно пониматься скорее как социальный ритуал, чем как действие, связанное исключительно с приёмом внутрь химического вещества. Существует множество способов употреблять химические вещества, или наркотики, подобно тому как существует множество различных культурно обусловленных способов принимать пищу или алкоголь. Некоторые культуры вводят запреты на употребление определённых видов веществ, называемых «табу», тогда как другие вещества используют в ритуалах различного рода.

### Психиатрия как наука об индивидуальном поведении
Сас подчёркивает, что в психиатрии наблюдается ярко выраженное расхождение между тем, что в действительности делают психиатры, и тем, что они делают по их собственным словам. Хотя большинство психиатров и психотерапевтов называют себя врачами, психологами, психопатологами, в реальности они при этом делают совершенно другое: вступают в коммуникацию и анализируют её. Их деятельность представляет собой общение с пациентами посредством языка и невербальных знаков и согласно определённым правилам, а затем — анализ коммуникативных взаимодействий, которые они наблюдают и в которых сами участвуют, осуществляемый посредством словесных символов. Иными словами, психиатрия, по Сасу, имеет много общего с науками, занимающимися изучением языка и коммуникативного поведения, такими как символическая логика, семиотика и социология; тем не менее проблемы душевного здоровья ошибочно продолжают ограничивать традиционными рамками медицины. В действительности же «психиатрия как теоретическая наука состоит в изучении индивидуального поведения», под которым Сас понимает поведение в рамках игр и сами игры, в которые вступают люди. Изучая языковые игры и речевую форму общения, психиатрия сближается с лингвистикой, философией и семиотикой, причём объектом лингвистики является структура языка и языковой игры, философии — его когнитивное значение, а психиатрии — его/её социальный образ, или воплощение.

### Психотерапия как взаимодействие между людьми
Для Саса не существует психотерапии в медицинском смысле этого слова, и тем не менее он отмечает, что люди действительно сталкиваются с определёнными трудностями и проблемами, множество таких людей обращается к консультантам, которые называют себя психотерапевтами, и участники развивающейся коммуникации могут считать этот процесс психотерапией. В подлинном смысле психотерапия, в том числе психоанализ, представляет собой специфический вид отношений между людьми, основывающихся на этике освобождения. Историю психотерапии как искусства исцеления души Сас возводит не к психиатрам XIX века, а к древнегреческим философам и раввинам, и цель психотерапии, по его мнению, сопоставима с целью либеральных политических реформ: дать людям, которые порабощены репрессивным правительством либо стереотипными правилами и ролями, бо́льшую свободу в поведении. Тем не менее психотерапия, которую стремятся строить по научному шаблону, заимствует те или иные техники (технику толкования сновидений, свободные ассоциации и др.), отличающиеся не научным характером, а псевдонаучностью. Эти псевдоинструменты служат вполне определённой цели — представить как научную деятельность то, что в действительности является лишь взаимодействием между людьми.
Имя Саса ассоциировали с антипсихиатрическим движением 60-х и 70-х годов XX века, несмотря на то, что он не любил, когда его называли антипсихиатром. В годы преподавания в Университете штата Нью-Йорк (SUNY) Сас оказывал психотерапевтическую помощь людям с «жизненными проблемами», руководствуясь убеждением, что препараты не решают проблем при эмоциональных расстройствах и что понятие «психическое заболевание» и психиатрические нозологические категории являются ничем не оправданной и ничего не отражающей социальной условностью, мифом. В связи с этим он никогда не пользовался ими. Сас не выступал против психиатрического лечения, однако лишь в тех случаях, когда оно является добровольным, и настаивал, что психиатрическая помощь должна представлять собой услуги на договорной основе, которые предлагают и получают совершеннолетние люди по собственному согласию без вмешательства государства. В документальном фильме «Психиатрия: индустрия смерти», выпущенном на DVD в 2006 году, Сас утверждает, что недобровольная психиатрическая госпитализация является преступлением против человечности. Сас также заявлял, что недобровольная госпитализация в случае, если никто не выступит против неё, примет масштабы «фармакратической» диктатуры.

## Основная проблема психиатрии
В отличие от многих своих предшественников и современников, разделявших традиционный взгляд на психиатрию, Сас видит центральную проблему психиатрии не в диагностике и лечении психических заболеваний, а в насилии:

Основной проблемой психиатрии всегда было и поныне остаётся насилие: объявленное угрозой, но лишь предполагаемое насилие «сумасшедшего», направленное якобы против общества, и действительное насилие, чинимое обществом и психиатром против «сумасшедшего». Результатом становится лишение пациентов человеческого достоинства, притеснение и преследование тех граждан, которых объявили «душевнобольными».

Насилием отмечены многие меры психиатрического вмешательства, но в наибольшей степени насилие выражено в недобровольной госпитализации, которую Сас называет преступлением против человечности. Насилие санкционируют и применяют три стороны:

Подобно всем прочим систематическим, всенародно одобренным формам агрессии, психиатрическое насилие одобрено и принято влиятельными общественными институтами, санкционировано законом и традицией. Основные социальные институты, вовлечённые в теорию и практику психиатрического насилия, — государство, семья и медицинская профессия. Государство одобряет принудительное заключение под стражу «опасных» душевнобольных, семья одобряет его и извлекает выгоду из этого мероприятия, медицинская профессия в лице психиатрии осуществляет эту деятельность и находит для неё оправдания.

Поскольку в психиатрии насилие широко одобряется, то стремление защитить права людей, признаваемых душевнобольными, влечёт конфликт с социальными институтами, ответственными за применение насилия:

Защищать права предполагаемых душевнобольных значит нападать на целостность общества. Существует тенденция представлять защитника этих прав как бездумного (если не сказать хуже) апологета «половых маньяков», растлевающих юных девочек, или «маньяков-убийц», нападающих на своих соседей. Тот факт, что насилие, совершаемое по отношению к душевнобольным, многократно превосходит насилие с их стороны, не имеет никакого значения. Настоящий душевнобольной, утверждаю я, может быть опасен, так как он может повредить себе или окружающим. Однако мы уже причиняем вред: мы лишаем «душевнобольного» доброго имени и свободы и подвергаем его пыткам, которые называются «лечением».

Таким образом, Сасу удаётся заметить и подчеркнуть два весьма существенных момента, которые в психиатрии, как правило, принято игнорировать: насилие по отношению к людям, признаваемым душевнобольными, применяется прежде (во-первых) и в большей мере (во-вторых), чем насилие с их стороны.
Сас обращает внимание на последствия этой практики:

Однако, нравится это психиатрам или нет, суровая действительность состоит в следующем: психиатрическое образование представляет собой, помимо прочего, ритуальное посвящение в теорию и практику психиатрического насилия. Чудовищное влияние этого процесса на пациентов достаточно очевидно. Менее очевидно то, что его воздействие на врача часто бывает столь же трагичным. Один из немногих «законов» в отношениях между людьми состоит в том, что не только жертвы произвола власти, но и их палачи отчуждаются от окружающих и обесчеловечиваются. Подавляемый постепенно становится послушным, пассивным, похожим на вещь существом, подавляющий — одержимой манией величия, богоподобной фигурой. Когда первый осознаёт, что превратился в пародию на человека, а второй понимает, что превратился в пародию на Бога, результатом часто становится вспышка насилия, когда жертва ищет возмездия в убийстве, а создатель жертв — облегчения в самоубийстве. Я думаю, эти соображения хотя бы отчасти объясняют тот факт, что в Соединённых Штатах наибольшее количество самоубийств наблюдается среди психиатров.

Обложка книги Томаса Саса «Психиатрия: Наука лжи» (2008)

В итоге Сас приходит к неутешительному выводу: «История психиатрии… представляет собой в основном отчёт о чередовании модных тенденций в теории и практике психиатрического насилия, составленный на самодовольном медицинском жаргоне». Отношения, в которых состоят врач и пациент в психиатрической больнице, определяются Сасом в категориях власти:

…В больнице для душевнобольных пациент и врач связаны отношениями борьбы за власть, при которых врач выступает в роли притеснителя, а пациент — в роли жертвы. Начиная с эпохи инквизиции притеснители настаивали на том, чтобы носить форму помощников. Сначала они надели облачения священников. Сегодня они не покажутся на людях иначе как в белых медицинских халатах.

## Трибунал Фуко
Весной 1998 года в Берлине Т. Сасом и его единомышленниками был проведён «Трибунал Фуко о состоянии психиатрии» (названный в честь философа Мишеля Фуко, который в «Истории безумия в классическую эпоху» и других книгах раскрыл понятие безумия как социальную условность, навязывающую такую дефиницию нормальности, которая создавалась и используется в интересах власти). Трибунал Фуко представлял собой общественные слушания, но проводился в соответствии с общепринятой судебной процедурой. На Трибунале Фуко были осуждены как нарушение прав человека практика лишения свободы посредством помещения в психиатрические учреждения и все формы психиатрического принуждения, осуществляемые на основании оценки опасности для себя или окружающих, с которой связывают психическое состояние тех, кто не совершил никакого преступления. Итогом Трибунала Фуко стал вывод, что пациенты, пережившие психиатрическое «лечение», имеют право требовать материальную компенсацию за причинённые им боль и страдания. Наряду с Сасом, истцами на Трибунале выступили юрист и политолог профессор В.-Д. Нарр и профессор социологии Гербург Тройч-Дитер. Требования истцов включали:
- создание должности профессора безумия в Институте философии при Свободном университете Берлина, кандидаты для которой будут отбираться центром Вернера-Фусса;
- прекращение всех попыток отыскать генетические причины безумия или попыток его «лечить»;
- уравнение безумия в статусе с такими явлениями, как гомосексуальность;
- переобучение психиатров в консультантов для наркоманов в рамках программы трудотерапии;
- отмена законов о принуждении для душевнобольных;
- прекращение оказания любых обязательных услуг «фондами больных» с таким пониманием, что вместо этого застрахованное лицо должно иметь свободу выбора по вопросу личного страхования для оказания ему психиатрических услуг;
- принятие закона, признающего «законы об унаследованном здоровье» незаконным нацистским законодательством;
- исключение из списка ВОЗ следующих видов заболеваний (в том числе и всех сопутствующих понятий): шизофрения, маниакально-депрессивный психоз, пограничное состояние.

## Отношение к Гражданской комиссии по правам человека
В 1969 году Сас выступил вместе с Церковью саентологии одним из учредителей Гражданской комиссии по правам человека (ГКПЧ) с целью навести порядок в области нарушений прав человека. Как член-учредитель Консультативного совета он выходит из его состава и продолжает обеспечивать ГКПЧ материалами. В программной речи, посвящённой 25-й годовщине ГКПЧ, Сас заявил: «Все мы должны с почтением относиться к ГКПЧ, поскольку она действительно является организацией, которая впервые в истории человечества обладает голосом политической, социальной и исторической значимости для борьбы с психиатрией. Никогда ранее в истории человечества этого не предпринималось». Сам Сас не является саентологом. В 2003 году на официальном веб-сайте Саса его владельцем Джеффри Шалером было размещено следующее сообщение, подписанное Сасом и разъясняющее его отношение к ГКПЧ:

Д-р Сас выступил одним из учредителей ГКПЧ, руководствуясь тем же самым принципом, которым он руководствовался, когда выступил одним из учредителей — наряду с социологом Ирвингом Гофманом и профессором юриспруденции Джорджем Александером — Американской ассоциации за отмену недобровольной психиатрической госпитализации (ААОНПГ).

Саентологи присоединились к борьбе Саса с институциональной психиатрией. Д-р Сас приветствует поддержку иудеев, христиан, мусульман и любой другой религиозной или нерелигиозной группы, преданной делу борьбы с Терапевтическим государством. Участие в этой борьбе не означает, что д-р Сас поддерживает не имеющие отношения к ней принципы и действия какой-либо религиозной или нерелигиозной организации. Это выражается явным и неявным образом в работе д-ра Саса. Всякий и каждый приглашается принять участие в борьбе за личную свободу и персональную ответственность — особенно тогда, когда для этих ценностей несут угрозу психиатрические концепции и меры вмешательства.
Оригинальный текст (англ.) Dr. Szasz co-founded CCHR in the same spirit as he had co-founded — with sociologist Erving Goffman and law professor George Alexander — The American Association for the Abolition for Involuntary Mental Hospitalization (AAAIMH).  

Scientologists have joined Szasz's battle against institutional psychiatry. Dr. Szasz welcomes the support of Jews, Christians, Muslims, and any other religious or atheist group committed to the struggle against the Therapeutic State. Sharing this battle does not mean that Dr. Szasz supports the unrelated principles and causes of any religious or non-religious organization. This is explicit and implicit in Dr. Szasz's work. Everyone and anyone is welcome to join in the struggle for individual liberty and personal responsibility — especially as these values are threatened by psychiatric ideas and interventions.

## Критика
Критики Саса, вразрез с его взглядами, заявляют, что в отношении психических расстройств теперь постоянно используются научные подходы, измерения и исследования. К числу тех, кто не согласен с его мнением, что психическое заболевание является мифом, относятся Американская медицинская ассоциация (АМА), Американская психиатрическая ассоциация (АРА) и Национальный институт психического здоровья (NIMH).
Журналист Джекоб Суллум, получивший премию Томаса Саса в 2004 году, резюмировал некоторые из возражений на взгляды Саса, отметив, что критики предлагают «различные альтернативы идее Саса, требующей определения физических нарушений объективными методами как непременного условия диагностики заболевания». Взгляд на психическое заболевание как на миф, утверждают они, является вымыслом, который Сас отстаивает для того, чтобы сохранить нравственные принципы психотерапии. По словам критиков Саса, различие между психическим и физическим заболеванием является заблуждением, поскольку Американская психиатрическая ассоциация полагает: «У психических заболеваний много соматических проявлений, а у соматических заболеваний много психических проявлений».
Также в критических высказываниях утверждается, что многие соматические заболевания диагностировали и лечили, по крайней мере, с некоторым успехом за десятилетия, столетия или тысячелетия до того, как была точно установлена их этиология. Одним из известных примеров является диабет. На взгляд критиков Саса, такие исторические факты могут опровергнуть его утверждение, что психические заболевания должны представлять собой «фиктивные заболевания», поскольку нет чёткого представления об их мозговых механизмах.
Сас в своих публикациях негативно отзывается о пропагандисте недобровольного лечения, психиатре и исследователе Фуллере Тори, который в начале своей карьеры симпатизировал противникам традиционной психиатрии, но затем резко изменил свою позицию. Тори в ответ пишет, что и сейчас «восхищён открытой критикой, которой Сас подвергает многие психиатрические практики», такие как «ползучий диагностизм» — распространение психиатрических ярлыков на всё новые аспекты человеческого поведения. С другой стороны, Тори остаётся одним из наиболее активных противников Саса в вопросе об этиологии психических расстройств. По словам Тори, Сас продолжает придерживаться взглядов 1961 года о том, что шизофрения — это миф, игнорируя огромный массив научных данных, ставящих это заболевание в ряд с болезнью Паркинсона и рассеянным склерозом.

## Премия Томаса Саса
Более пятидесяти лет Сас выступает в качестве выдающегося защитника индивидуальных прав в области психиатрии, защищая классические либеральные ценности добровольного диалога, законного порядка и открытого общества. Он выступает против психиатрического принуждения и других мер подавления, осуществляемых якобы во имя охраны здоровья. Для того чтобы добиться признания важности гражданских свобод, по инициативе Томаса Саса учреждена премия, носящая его имя, — Премия Томаса Саса. Она ежегодно вручается людям и организациям, настаивающим на защите личной автономии от государственного подавления и значительно улучшившим положение вещей в сфере гражданских свобод. Победитель получает памятную табличку и 1000 долларов.
Среди победителей были историк экономики Роберт Хиггс, философ и психолог Роберт Спиллэйн, активист движения против предоставления преимущественных прав Уорд Коннорли, создатель компьютерной программы PGP Фил Циммерман, профессор права Ричард Эпстайн, профессор Ирвинг Луис Хоровиц, экономист Питер Бауэр, американский сенатор Рон Пол, психиатр Рон Лейфер и другие.
В 2007 году получателем премии Томаса Саса за выдающийся вклад в дело гражданских свобод стал бывший советский диссидент Владимир Буковский, который провёл годы в психиатрических тюрьмах за противостояние коммунистическому режиму. В 1971 году Буковский передал на Запад 150 страниц документов, отражающих ситуацию с политическими злоупотреблениями психиатрией в СССР. Информация побудила к действиям защитников прав человека по всему миру, в том числе и внутри страны, и послужила поводом для ареста Буковского в том же году. На суде в январе 1972 года Буковского обвинили в клевете на советскую психиатрию, контактах с зарубежными журналистами и распространении самиздата (статья 70 части 1 УК РСФСР, семь лет лишения свободы с последующими пятью годами ссылки). Находясь в заключении, Буковский вместе с заключённым-психиатром Семёном Глузманом написал «Пособие по психиатрии для инакомыслящих».
Комментируя номинирование Владимира Буковского на эту награду, Томас Сас заявил:

Буковский в большей степени, чем другие получатели этой награды, испытал на себе жестокость и беззаконие психиатрического принуждения. Более того, он с выдающимся мужеством и красноречием разоблачил то, что называют «политическими злоупотреблениями» психиатрией, — практику, которую я и многие из нас считают неотъемлемой от каждого случая психиатрического применения силы, вне зависимости от того, какие «медицинские» оправдания при этом приводятся. Я приветствую колоссальный вклад Владимира Буковского в пробуждение мировой общественности касательно опасностей психиатрической власти.
Оригинальный текст (англ.)Bukovsky, more than any other recipient of these Awards so far, has experienced first hand the brutality and injustice of psychiatric coercion. Moreover, he has denounced, with great courage and eloquence, what is usually called the “political abuse” of psychiatry, a practice I and many of us consider intrinsic to every and all use of psychiatric force, regardless of alleged “medical” justifications for it. I salute Vladimir Bukovsky for his enormous contribution to alerting the world to the dangers of psychiatric power.

## Работы Саса
Творческое наследие доктора Томаса Саса весьма обширно и включает сотни научных публикаций и регулярных колонок в журнале «Freeman: Ideas on Liberty», а также 34 книги. Имеется библиография работ Т. Саса, в которой можно выделить следующие наиболее известные его книги:
- Фабрика безумия: Сравнительное исследование инквизиции и движения за душевное здоровье[8]
- Миф душевной болезни
- Терапевтическое государство
- Церемониальная химия: Ритуальное преследование наркотиков, зависимых и торговцев
- Безумие: Идея и её последствия
- Жестокое сострадание: Психиатрический контроль над изгоями общества
- Фатальная свобода: Этика и политика суицида
- Фармакратия: Медицина и политика в Америке
- Освобождение посредством притеснения: Сравнительная история рабства и психиатрии[43]
- Моё сумасшествие спасло меня: Безумие и брак Вирджинии Вульф
- Медикализация повседневной жизни: Избранные эссе
- Принуждение в роли лечения: Критическая история психиатрии[44]
- Психиатрия: Наука лжи[45]
- Антипсихиатрия: Шарлатанство в квадрате[46]

### Весь список книг
- Szasz Т.S. The Second Sin. — Doubleday, 1974. — 121 p. — ISBN 0710077572.
- Szasz Т.S. (editor). The Age of Madness: A History of Involuntary Mental Hospitalization Presented in Selected Texts. — London: Routledge & Kegan Paul Ltd, 1975 (1973). — 372 p. — ISBN 0710079931.
- Szasz Т.S. The Myth of Mental Illness: Foundations of a Theory of Personal Conduct. — Harper & Row, 1974 (1961, 1967, 1977). — 297 p. — ISBN 0060141964.
- Szasz Т.S. Heresies. — Doubleday Anchor, 1976. — 183 p. — ISBN 0305111622.
- Szasz Т.S. The Therapeutic State: Psychiatry in the Mirror of Current Events. — Buffalo NY: Prometheus Books, 1975 (1984). — 26 p.
- Szasz Т.S. Ceremonial Chemistry: The Ritual Persecution of Drugs, Addicts, and Pushers. — Syracuse, New York: Syracuse University Press, 2003 (1974). — 290 p. — ISBN 0815607687.
- Szasz Т.S. Law, Liberty, and Psychiatry: An Inquiry into the Social Uses of Mental Health Practices. — Syracuse, New York: Syracuse University Press, 1989 (1963, 1965, 1968, 1972). — 281 p. — ISBN 0815602421.
- Szasz Т.S. Psychiatric Justice. — Syracuse, New York: Syracuse University Press, 1988 (1965, 1971). — 298 p. — ISBN 0815602316.
- Szasz Т.S. The Ethics of Psychoanalysis: The Theory and Method of Autonomous Psychotherapy. — Syracuse, New York: Syracuse University Press, 1988 (1965, 1974). — 226 p. — ISBN 0815602294.
- Szasz Т.S. Pain and Pleasure: A Study of Bodily Feelings. — Syracuse, New York: Syracuse University Press, 1988 (1957, 1975). — 303 p. — ISBN 0815602308.
- Szasz Т.S. Schizophrenia: The Sacred Symbol of Psychiatry. — Syracuse, New York: Syracuse University Press, 1988 (1976). — 237 p. — ISBN 0815602243.
- Szasz Т.S. The Theology of Medicine: The Political-Philosophical Foundations of Medical Ethics. — Syracuse, New York: Syracuse University Press, 1988 (1977). — 170 p. — ISBN 0815602251.
- Szasz Т.S. The Myth of Psychotherapy: Mental Healing as Religion, Rhetoric, and Repression. — Syracuse, New York: Syracuse University Press, 1988 (1978). — 238 p. — ISBN 0815602235.
- Szasz Т.S. Sex by Prescription: The Startling Truth about Today’s Sex Therapy. — Syracuse, New York: Syracuse University Press, 1990 (1980). — 196 p. — ISBN 0815602502.
- Szasz Т.S. The Untamed Tongue: A Dissenting Dictionary. — Lasalle IL: Open Court, 1990. — 272 p.
- Szasz Т.S. Anti-Freud: Karl Kraus and His Criticism of Psychoanalysis and Psychiatry. — Syracuse, New York: Syracuse University Press, 1990 (1976). — 180 p. — ISBN 0815602472. Впервые опубликована в 1976 году под названием Karl Kraus and the Soul-Doctors: A Pioneer Critic and His Criticism of Psychiatry and Psychoanalysis. — Louisiana State University Press, 1976.
- Szasz Т.S. Ideology and Insanity: Essays on the Psychiatric Dehumanization of Man. — Syracuse, New York: Syracuse University Press, 1991 (1970). — 265 p. — ISBN 0815602561.
- Szasz Т.S. A Lexicon of Lunacy: Metaphoric Malady, Moral Responsibility, and Psychiatry. — New Brunswick, New Jersey: Transaction Publishers, 2003 (1993). — 202 p. — ISBN 1560000651.
- Szasz Т.S. Our Right to Drugs: The Case for a Free Market. — Syracuse, New York: Syracuse University Press, 1996 (1992). — 199 p. — ISBN 0815603339.
- Szasz Т.S. Cruel Compassion: Psychiatric Control of Society’s Unwanted. — Syracuse, New York: Syracuse University Press, 1998 (1994). — 264 p. — ISBN 0815605102.
- Szasz Т.S. The Meaning of Mind: Language, Morality, and Neuroscience. — Westport CT: Praeger Publishers, 1996. — 182 p. — ISBN 0275956032.
- Szasz Т.S. Insanity: The Idea and Its Consequences. — Syracuse, New York: Syracuse University Press, 1997 (1987). — 414 p. — ISBN 0815604602.
- Szasz Т.S. Psychiatric Slavery. — Syracuse, New York: Syracuse University Press, 1998. — 159 p. — ISBN 0815605110.
- Szasz Т.S. The Manufacture of Madness: A Comparative Study of the Inquisition and the Mental Health Movement. — Syracuse, New York: Syracuse University Press, 1997 (1970). — 383 p. — ISBN 0815604610. (На русском языке: Сас Т. Фабрика безумия: Сравнительное исследование инквизиции и движения за душевное здоровье. — Екатеринбург: Ультра. Культура, 2008.)
- Szasz Т.S. Fatal Freedom: The Ethics and Politics of Suicide. — Westport CT: Praeger Publishers, 1999. — 177 p. — ISBN 0275966461.
- Szasz Т.S. Pharmacracy: Medicine and Politics in America. — Westport CT: Praeger Publishers, 2001. — 212 p. — ISBN 0275971961.
- Szasz Т.S. Liberation By Oppression: A Comparative Study of Slavery and Psychiatry. — New Brunswick, New Jersey: Transaction Publishers, 2002. — 237 p. — ISBN 0765801450.
- Szasz Т.S. Words to the Wise: A Medical-Philosophical Dictionary. — New Brunswick, New Jersey: Transaction Publishers, 2004. — 258 p. — ISBN 0765802171.
- Szasz Т.S. Faith in Freedom: Libertarian Principles and Psychiatric Practices. — New Brunswick, New Jersey: Transaction Publishers, 2004. — 264 p. — ISBN 0765802449.
- Szasz Т.S. My Madness Saved Me: The Madness and Marriage of Virginia Woolf. — New Brunswick, New Jersey: Transaction Publishers, 2006. — 154 p. — ISBN 0765803216.
- Szasz Т.S. The Medicalization of Everyday Life: Selected Essays. — Syracuse, New York: Syracuse University Press, 2007. — 202 p. — ISBN 9780815608677.
- Szasz Т.S. Coercion as Cure: A Critical History of Psychiatry. — New Brunswick, New Jersey: Transaction Publishers, 2007. — 258 p. — ISBN 9780765803795.
- Szasz Т.S. Psychiatry: The Science of Lies. — Syracuse, New York: Syracuse University Press, 2008. — 176 p. — ISBN 9780815609100.
- Szasz Т.S. Antipsychiatry: Quackery Squared. — Syracuse, New York: Syracuse University Press, 2009. — 208 p. — ISBN 9780815609438.